# Большенагаткинское сельское поселение
Большенагаткинское се́льское поселе́ние — муниципальное образование в Цильнинском районе Ульяновской области Российской Федерации.
Административный центр — село Большое Нагаткино.

## История
Статус и границы сельского поселения установлены Законом Ульяновской области от 13 июля 2004 года № 043-ЗО «О муниципальных образованиях Ульяновской области».
В 2013 году Большенагаткинское се́льское поселе́ние заняло 3-е место по России в ежегодном конкурсе Самый благоустроенный город России по сельским поселениям IV категории.

## Население
| 2010  | 2012  | 2013  | 2014  | 2015  | 2016  | 2017  |
| ----- | ----- | ----- | ----- | ----- | ----- | ----- |
| 8678  | ↘8590 | ↘8476 | ↘8434 | ↘8409 | ↘8367 | ↘8315 |
| 2018  | 2019  | 2020  | 2021  |       |       |       |
| ↘8283 | ↘8216 | ↗8220 | ↘7685 |       |       |       |

## Состав сельского поселения
| №  | Населённый пункт  | Тип населённого пункта       | Население |
| -- | ----------------- | ---------------------------- | --------- |
| 1  | Большое Нагаткино | село, административный центр | ↘4942     |
| 2  | Клин              | посёлок                      | 143       |
| 3  | Крестниково       | село                         | 724       |
| 4  | Малое Нагаткино   | село                         | ↘342      |
| 5  | Новая Воля        | посёлок                      | 128       |
| 6  | Новые Тимерсяны   | село                         | 559       |
| 7  | Норовка           | село                         | ↘126      |
| 8  | Орловка           | посёлок                      | 262       |
| 9  | Садки             | деревня                      | 224       |
| 10 | Сахалин           | посёлок                      | 1         |
| 11 | Солнце            | посёлок                      | 133       |
| 12 | Степная Репьёвка  | деревня                      | 574       |

## Местное самоуправление
Глава сельского поселения — Мигукова Ирина Владимировна.